# Eigen vermogen
Het eigen vermogen van een onderneming wordt berekend door de schulden van de activa af te trekken:
{\displaystyle \mathrm {eigen~vermogen=activa(bezittingen)\ -\ passiva(schulden)} }
Het eigen vermogen wordt in geval van een vennootschap (besloten vennootschap (bv), naamloze vennootschap (nv), coöperatieve vennootschap (cv in België) en commanditaire vennootschap (cv in Nederland, comm.v(a) in België) opgebouwd door de inleg van aandeelhouders (het bedrag dat bij uitgifte voor een aandeel betaald wordt) en door het inhouden van bedrijfswinsten plus de reserves. Het eigen vermogen wordt aan de rechterkant van de balans onder de passiva genoteerd en is als het ware de schuld van het bedrijf aan zijn eigenaren.
Eigen vermogen neemt af wanneer een onderneming verlies lijdt, door het uitbetalen van dividend, door afschrijving en/of amortisatie (op goederen/intellectuele eigendommen) en door een kapitaalterugstorting/privéonttrekking. Het neemt toe wanneer de onderneming winst maakt en door een kapitaalstorting/privétoevoeging. Het eigen vermogen is bij een gezond bedrijf positief, maar kan bij een bedrijf dat failliet dreigt te gaan negatief zijn. Het boekhoudkundige eigen vermogen hangt overigens af van de gehanteerde boekwaarden.
Het eigen vermogen geeft niet de marktwaarde van een onderneming weer. De hoogte van het eigen vermogen t.o.v. van de schulden en boekwaarde heeft wel invloed op de marktwaarde van een onderneming. Verder spelen er ook heel andere factoren een rol, zoals de omzet- en winstverwachtingen. Hierbij wordt vaak gebruikgemaakt van een disconteringsvoet en de toekomstige winsten worden hiermee contant gemaakt. Dit geeft een waarde en dat geeft een veel accurater beeld van de huidige waarde van een onderneming dan alleen het eigen vermogen.
Voor financiële instellingen wordt het eigen vermogen meer bepaald gedefinieerd als "middelen die volledig en onvoorwaardelijk ter beschikking staan van de instelling om haar risico's of verliezen in te dekken". Maar banken houden niet graag een zo groot mogelijk eigen vermogen aan. Immers, hoe groter het eigen vermogen hoe lager de rentabiliteit eigen vermogen. Daarom zijn er externe reguleringen inzake minimale eigenvermogenvereisten. Het eigen vermogen is een buffer voor het opvangen van oninbare kredieten. Zo kan een bankfaillissement vermeden worden.
Eigen vermogen plus achtergesteld vreemd vermogen (achtergestelde leningen) vormt samen het garantievermogen van een onderneming.